# Lista gmin w stanie Tlaxcala

Lokalizacja stanu Tlaxcala na mapie Meksyku

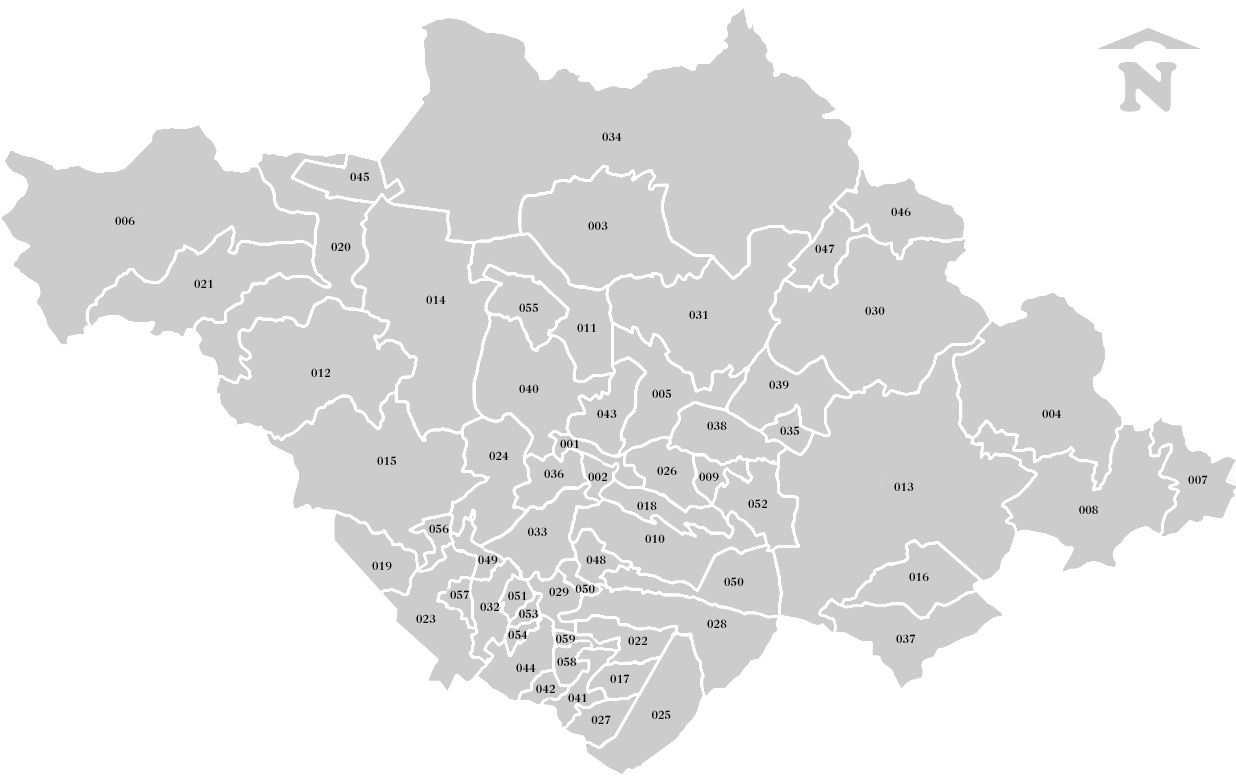
Gminy stanu Tlaxcala oznaczone kodami Meksykańskiego Instytutu Statystycznego

Meksykański stan Tlaxcala podzielony jest na 60 gmin (hiszp. municipios).
| INEGI (kod statystyczny) | Nazwa gminy                            | Siedziba władz            | Liczba ludności |
| ------------------------ | -------------------------------------- | ------------------------- | --------------- |
| 001                      | Acuamanala de Miguel Hidalgo           | Acuamanala                | 5 081           |
| 002                      | Altzayanca                             | Atlzayanca                | 14 333          |
| 003                      | Amaxac de Guerrero                     | Amaxac de Guerrero        | 7 878           |
| 004                      | Apetatitlán de Antonio Carvajal        | Apetatitlán               | 12 268          |
| 005                      | Apizaco                                | Apizaco                   | 73 097          |
| 006                      | Atlangatepec                           | Atlangatepec              | 5 487           |
| 007                      | Benito Juárez                          | Benito Juárez             | 5 157           |
| 008                      | Calpulalpan                            | Calpulalpan               | 40 790          |
| 009                      | Chiautempan                            | Santa Ana Chiautempan     | 63 300          |
| 010                      | Contla de Juan Cuamatzi                | Contla                    | 32 341          |
| 011                      | Cuapiaxtla                             | Cuapiaxtla                | 12 601          |
| 012                      | Cuaxomulco                             | Cuaxomulco                | 4 340           |
| 013                      | El Carmen Tequexquitla                 | Tequixquitla              | 13 926          |
| 014                      | Emiliano Zapata                        | Emiliano Zapata           | 3 791           |
| 015                      | Españita                               | Españita                  | 8 019           |
| 016                      | Huamantla                              | Huamantla                 | 77 076          |
| 017                      | Hueyotlipan                            | Hueyotlipan               | 12 705          |
| 018                      | Ixtacuixtla de Mariano Matamoros       | Villa Mariano Matamoros   | 32 574          |
| 019                      | Ixtenco                                | Ixtenco                   | 6 279           |
| 020                      | La Magdalena Tlaltelulco               | La Magdalena Tlaltelulco  | 15 046          |
| 021                      | Lázaro Cárdenas                        | Lázaro Cárdenas           | 2 548           |
| 022                      | Mazatecochco de José María Morelos     | Mazatecochco              | 8 573           |
| 023                      | Muñoz de Domingo Arenas                | Muñoz                     | 4 010           |
| 024                      | Nanacamilpa de Mariano Arista          | Nanacamilpa               | 15 672          |
| 025                      | Nativitas                              | Nativitas                 | 21 863          |
| 026                      | Panotla                                | Panotla                   | 22 268          |
| 027                      | Papalotla de Xicohtencatl              | Papalotla                 | 24 616          |
| 028                      | Sanctorum de Lázaro Cárdenas           | Sanctorum                 | 7 553           |
| 029                      | San Damián Texoloc                     | San Damián Texoloc        | 4 480           |
| 030                      | San Francisco Tetlanohcan              | San Francisco Tetlanohcan | 10 029          |
| 031                      | San Jerónimo Zacualpan                 | San Jerónimo Zacualpan    | 3 066           |
| 032                      | San José Teacalco                      | San José Teacalco         | 6 118           |
| 033                      | San Juan Huactzinco                    | San Juan Huactzinco       | 6 577           |
| 034                      | San Lorenzo Axocomanitla               | San Lorenzo Axocomanitla  | 4 817           |
| 035                      | San Lucas Tecopilco                    | San Lucas Tecopilco       | 2 623           |
| 036                      | San Pablo del Monte                    | Villa Vicente Guerrero    | 64 107          |
| 037                      | Santa Ana Nopalucan                    | Santa Ana Nopalucan       | 6 074           |
| 038                      | Santa Apolonia Teacalco                | Santa Apolonia Teacalco   | 3 860           |
| 039                      | Santa Catarina Ayometla                | Santa Catarina Ayometla   | 7 306           |
| 040                      | Santa Cruz Quilehtla                   | Santa Cruz Quilehtla      | 5 379           |
| 041                      | Santa Cruz Tlaxcala                    | Santa Cruz Tlaxcala       | 15 193          |
| 042                      | Santa Isabel Xiloxoxtla                | Santa Isabel Xiloxoxtla   | 4 118           |
| 043                      | Tenancingo                             | Tenancingo                | 10 632          |
| 044                      | Teolocholco                            | Teolocholco               | 10 623          |
| 045                      | Tepetitla de Lardizabal                | Tepetitla                 | 16 368          |
| 046                      | Tepeyanco                              | Tepeyanco                 | 9 176           |
| 047                      | Terrenate                              | San Nicolás Terrenate     | 12 629          |
| 048                      | Tetla de la Solidaridad                | Tetla                     | 24 737          |
| 049                      | Tetlatlahuca                           | Tetlatlahuca              | 11 474          |
| 050                      | Tlaxcala                               | Tlaxcala                  | 83 748          |
| 051                      | Tlaxco                                 | Tlaxco                    | 36 506          |
| 052                      | Tocatlán                               | Tocatlán                  | 5 033           |
| 053                      | Totolac                                | San Juan Totolac          | 19 606          |
| 054                      | Tzompantepec                           | Tzompantepec              | 12 571          |
| 055                      | Xaloztoc                               | Xaloztoc                  | 19 642          |
| 056                      | Xaltocan                               | Xaltocan                  | 8 747           |
| 057                      | Xicohtzinco                            | Xicohtzinco               | 10 732          |
| 058                      | Yauhquemecan                           | Yauhquemehcan             | 27 860          |
| 059                      | Zacatelco                              | Zacatelco                 | 35 316          |
| 060                      | Zitlaltepec de Trinidad Sánchez Santos | Zitlaltepec               | 8 229           |